# Esquisandràcies
Schisandraceae és una família de plantes amb flors. Antigament aquesta família estava inclosa dins la família Magnoliaceae.
El sistema de classificació APG II system, de 2003, la posa dins l'ordre Austrobaileyales.